# Zakynthos
Zakynthos [ˈzakinθos], cũng viết là Zante, một dạng khác thường được dùng trong tiếng Anh và tiếng Ý (tiếng Hy Lạp: Ζάκυνθος; tiếng Venezia: Zacinto), là một hòn đảo của Hy Lạp tại biển Ionia. Đây là đảo lớn thứ ba của quần đảo Ionia. Zakynthos là một đơn vị thuộc vùng riêng biệt của vùng Quần đảo Ionia, và chỉ có một cồng đồng duy nhất. Hòn đảo được đặt tên theo Zakynthos, con trai của Dardanus, thủ lĩnh theo thần thoại của Arcadia. Cái tên này giống như các tên tương tự kết thúc bằng đuôi -nthos, có nguồn gốc tiền Mycenae hay Pelasgia. Zakynthos có một ngành du lịch phát triển mạnh.
Zakynthos nằm ở phía đông của biển Ionia, cách khoảng 20 km về phía tây đại lục Hy Lạp (Peloponnese). Hòn đảo Kefalonia nằm cách đó 15 km về phía bắc. Zakynthos dài khoảng 40 km và rộng 20 km, tổng diện tích là 410 km2 (158 dặm vuông Anh). Bờ biển của đào dài xấp xỉ 123 km (76 mi). Theo điều tra vào năm 2001, hòn đảo có 38.957 cư dân. Điểm cao nhất trên đảo là Vrachionas, đạt cao độ 758 m.
Zakynthos có hình dạng của một đầu mũi tên, với "đỉnh" (mũi Skinari) chỉ về phía tây bắc. Phần phía tây của đảo là một cao nguyên đồi núi, và bờ biển phía tây nam bao gồm chủ yếu là cácvách đá dựng đứng. Phần phía đông là một vùng đồng bằng màu mỡ đông dân cư, với các bãi biển trải dài, bị một số đồi núi cô lập làm gián đoạn, đặc biệt làBochali, nhìn ra thành phố, và bán đảo Vasilikos ở phía đông bắc. Các bán đảo Vassilikos ở phía bắc và Marathia ở phía nam bao quanh một vịnh rộng và nông là Laganas ở phần đông nam của hòn đảo.
Thủ phủ của đảo là thành phố Zakynthos. Thành phố nằm ở phần phía đông của bờ biển phía bắc. Ngoài tên gọi chính thức, thành phố cũng được gọi là Chora (tức là Đô thị, một tên gọi phổ biến tại Hy Lạp khi tên của hòn đảo trùng với tên của đô thị chính trên đảo). Cảng Zakynthos có một tuyến phà nối đến cảng Kyllini tại đại lục. Các tuyến phà khác kết nối làng Agios Nikolaos đến Argostoli trên đảo Kefalonia.
Các hòn đảo nhỏ không người ở nằm xung quanh Zakynthos được quản lý trong cùng một khu tự quản và đơn vị thuộc vùng là Marathonisi, Pelouzo và Agios Sostis tại vịnh Laganas, Agios Nikolaos gần bến cảng cùng tên ở mũi phía bắc, và Agios Ioannis gần Porto Vromi tại bờ biển phía tây.